# Ріо Браво (фільм)
«Ріо Браво» (англ. Rio Bravo) — американський кінофільм 1959 року в жанрі вестерн, знятий режисером Говардом Гоуксом за оповіданням Б. Х. Маккемпбелла.

## Сюжет
В маленькому західному містечку Ріо Браво місцевий п'яниця Дьюд (Буррачон) (Дін Мартін) заходить в салун, щоб випити. Джо Бардетт (Клод Екінс), подивившись на Дьюда і вирішивши познущатися з нього, кидає срібний долар в плювальницю. Дьюд нахиляється до урни, щоб дістати долар, але шериф Джон Т. Ченс (Джон Вейн) перекидає урну і намагається присоромити Дьюда. Коли шериф повертається до Бардетта, Дьюд б'є шерифа по голові, і той відключається. Дьюд намагається встати перед Бардеттом, але два підручних Бардетта хапають Дьюда, і Бардетт починає його бити. Випадковий відвідувач салуну хапає за руку Бардетта, щоб той не бив більше Дьюда. Тоді Бардетт дістає пістолет і вбиває його. Потім Бардетт покидає салун і ніхто не насмілюється його зупинити.
Ченс, після приходу до тями, наганяє Бардетта в іншому салуні, наставляє на нього рушницю і заарештовує за вбивство. За допомогою Дьюда шериф веде Бардетта до в'язниці.
Але у Бардетта є войовничий брат — багатий ранчеро Натан Бардетт (Джон Расселл). Він обіцяє звільнити брата з в'язниці. Єдиними помічниками шерифа стають Дьюд і літній помічник шерифа Стампі (Волтер Бреннан). Шериф і його помічники очікують маршала (судового виконавця), який повинен приїхати тільки через тиждень, і сторожать Джо Бардетта. В місто прибувають загадкова жінка Фітерс (Енджі Дікінсон), у якої зав'язуються романтичні стосунки з шерифом, і молодий хлопчина Колорадо Райан (Рікі Нельсон), який приєднується до шерифа. Вся подальша частина фільму полягає в боротьбі шерифа і його товаришів проти банди Бардетта.
Основні теми в розкритті образів головних героїв: боротьба Дьюда (Дін Мартін) з алкоголізмом і відмова Джона Ченса (Джон Вейн) від образу «вовка одинака» (зрештою він піддається чарам Фітерс).

## Ролі
- Джон Вейн — шериф Джон Т. Ченс
- Дін Мартін — Дьюд («Боррачон»)
- Рікі Нельсон — Колорадо Райан
- Енджі Дікінсон — Фітерс
- Волтер Бреннан — Стампі
- Ворд Бонд — Пет Вілер
- Джон Расселл — Натан Бердетт
- Педро Гонсалес-Гонсалес — Карлос Робанте
- Естеліта Родрігес — Консуела Робанте
- Клод Екінс — ДжоБердетт

## Цікаві факти
- У фільмі звучать пісні «Rio Bravo» (музика Дмитро Тьомкін, слова Пол Френсіс Вебстер, виконує Дін Мартін), «My Rifle, My Pony, and Me» (музика Дмитро Тьомкін, слова Пол Френсіс Вебстер, виконують Дін Мартін і Ріккі Нельсон) і «Cindy» (народна, виконують Ріккі Нельсон і Волтер Бреннан).
- Один з улюблених фільмів Квентіна Тарантіно.
- В 1967 Говард Гоукс зняв рімейк під назвою Ельдорадо.